# Alfred Mombert

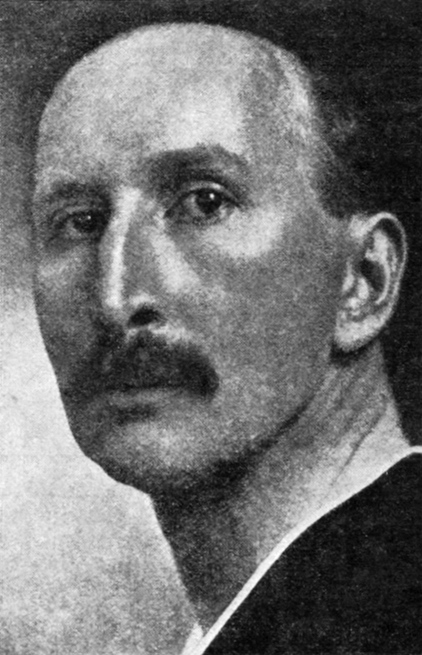
Alfred Mombert 1909, Foto von Atelier Gottmann, Heidelberg

Alfred Mombert (* 6. Februar 1872 in Karlsruhe; † 8. April 1942 in Winterthur) war ein deutscher Schriftsteller, Dichter und Lyriker sowie aufgrund seiner jüdischen Abstammung ein Verfolgter des NS-Regimes aus rassistischen Gründen.

## Leben
Mombert war ein Sohn des jüdisch-deutschen Kaufmanns Eduard Mombert und dessen Ehefrau Helene Gombertz; der Nationalökonom Paul Mombert war sein Cousin. 1890 bestand er am humanistischen Großherzoglichen Gymnasium in seiner Heimatstadt Karlsruhe das Abitur und absolvierte anschließend als Einjährig-Freiwilliger seinen Militärdienst.
Danach begann er an den Universitäten Heidelberg, Leipzig und Berlin Rechtswissenschaften zu studieren. 1896 legte Mombert in Heidelberg sein erstes Staatsexamen ab und wurde im darauffolgenden Jahr – ebenfalls in Heidelberg – promoviert (ohne Dissertation). Nach Einsatz als Rechtspraktikant, Hilfsarbeiter und Dienstverweser an verschiedenen badischen Gerichten und Behörden sowie in der Anwaltspraxis seines Schwagers Otto Gutman in Karlsruhe bestand er 1899 die zweite Staatsprüfung. Sein Gesuch auf Verwendung im badischen Staatsdienst wurde jedoch abgewiesen. Zwischen 1899 und 1906 war er als Rechtsanwalt mit eigener Kanzlei in Heidelberg tätig, wo er mit einer Unterbrechung während der Münchner Jahre (1909–1911) bis 1940 lebte. 1906 gab er schließlich seinen Beruf auf und widmete sich ganz der Schriftstellerei.
Daneben studierte er u. a. Geografie und Orientalistik und unternahm bis 1939 zahlreiche Reisen, so immer wieder nach Italien und in die Schweiz, aber auch, damals noch ungewöhnlich, in zahlreiche weitere, zum Teil außereuropäische Länder wie Ägypten, Algerien, Griechenland, Holland, Kroatien, Marokko, Monaco, Norwegen, Österreich, Palästina, Portugal, Spanien, Schweden, Syrien, die Tschechoslowakei und Tunesien. Im Rahmen mythologischer Studien beschäftigte er sich intensiv mit antiken, nordischen, altorientalischen und indischen Mythen, auf deren Grundlage er unter dem Einfluss der intensiven Auseinandersetzung mit Friedrich Nietzsche sowie unter dem Eindruck eines als Lebenswende empfundenen Visionserlebnisses (Januar 1894) eine Art von mythologisch-kosmologischer Privatreligion entwickelte, die in seiner mythisch-kosmischen Dichtung seit Der Glühende zur Entfaltung gelangte.

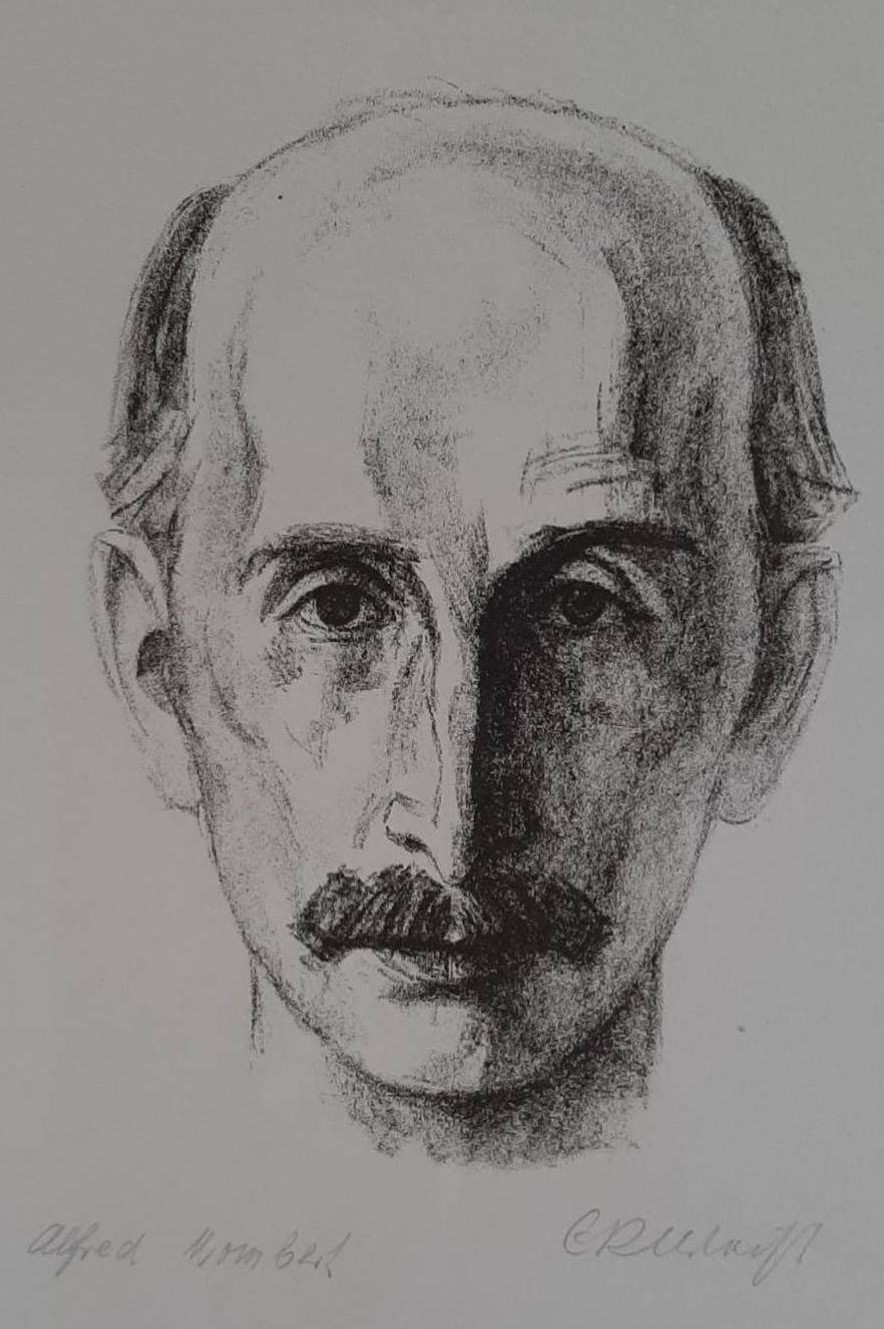
Alfred Mombert 1924, Lithographie von Emil Rudolf Weiß

Seine mystisch-visionären Werke wurden u. a. von Friedrich Kurt Benndorf, Richard Benz, Martin Buber, Hans Carossa, Richard Dehmel, Herbert Eulenberg, Oskar Loerke, Alfons Paquet und Stanisław Przybyszewski, der Teile seiner Werke ins Polnische übertrug, hoch geschätzt. Unverheiratet und sehr zurückgezogen in großer Einsamkeit lebend, oft allein auf Reisen, seit 1939 zusammen mit seiner verwitweten älteren Schwester Ella Gutmann wohnend, war er gleichwohl freundschaftlich verbunden mit Schriftstellern und Künstlern wie Carossa, Ida und Richard Dehmel, mit Buber, Max Dauthendey, Herbert Eulenberg, Hermann Hesse, Gustav Landauer, Rudolf Pannwitz, Hans Reinhart, Emanuel Lešehrad, der Teile seines Werks ins Tschechische übertrug, Emil Rudolf Weiß, der ihn porträtierte und die Einbandgestaltung der von Mombert publizierten Gedichtbände übernahm, und Gustav Wolf, der Zeichnungen zu Werken des Dichters schuf. Auch mit den bildenden Künstlern Hermann Haller (Bildnisbüste), Karl Hofer (mehrere Porträts) und Arthur Zweiniger (Bildnisbüste) stand Mombert in Kontakt. Briefe zeugen von der über die räumliche Distanz gepflegten langjährigen Liebesbeziehung zu einer lange Zeit unbekannten Pianistin mit dem Decknamen Vasanta, die inzwischen als Charlotte Kaufmann (1880–1960) identifiziert werden konnte. Auch zu der Sängerin Gertrud Full, die Vertonungen seiner Gedichte in ihrem Repertoire hatte, stand er in regelmäßigem Briefkontakt. Während des I. Weltkrieges war Mombert seit 1915 als Unteroffizier des Landsturms zunächst in Baden-Baden, seit 1916 in Polen eingesetzt. Seine Verwendung in der Verwaltung des Festungslazaretts ermöglichte ihm die Fortsetzung seiner schriftstellerischen Tätigkeit auch während des Krieges.
1919 wurde Mombert Mitglied des Kunst- und Kulturrates für Baden, im selben Jahr umbenannt in Gemeinschaft der Pforte, der sich in seinem von Richard Benz formulierten und 1919 im Oktoberheft der Zeitschrift Die Tat veröffentlichten Programm glücklich pries, mit ihm „den Größten, der heute in deutscher Sprache dichtet [...] zu uns zählen“ zu dürfen.  1921 wurde er Mitglied der Richard-Dehmel-Gesellschaft. 1928 wurde er in die Preußische Akademie der Künste aufgenommen. Am 5. und 6. Februar 1932 wurde sein sechzigster Geburtstag in Heidelberg feierlich begangen, am 18. Februar in Zürich.
Am 5. Mai 1933 wurde er von dem am 13. März 1933 eingerichteten und von Joseph Goebbels geleiteten Reichsministerium für Volksaufklärung und Propaganda aus rassistischen Gründen wegen seiner jüdischen Abstammung zusammen mit Alfred Döblin, Leonhard Frank, Ludwig Fulda, Georg Kaiser, Bernhard Kellermann, Thomas Mann, Rudolf Pannwitz, Alfons Paquet, René Schickele, Fritz von Unruh, Jakob Wassermann und Franz Werfel aus der Akademie ausgeschlossen. Das Verbot seiner Werke folgte 1934. Mombert, den seine Herkunft nicht daran hinderte, sich unter Preisgabe der jüdischen Religion und Tradition vorbehaltlos mit der deutschen Sprache, Kultur und, als begeisterter Wanderer und Bergsteiger, mit der Naturschönheit Deutschlands zu identifizieren, blieb deshalb dennoch in Deutschland und pflegte einen regen Briefwechsel mit seinen Freunden. „Er konnte nicht glauben, daß die Deutschen ‚ihren‘ Dichter ‚verrieten‘, weil er jüdischer Abstammung war.“ 1935 verweigerte der Insel Verlag die Annahme von Sfaira der Alte. Das Werk erschien dann 1936 im jüdischen Verlag Salman Schocken. Im Oktober 1940 wurde Mombert im Zuge der Wagner-Bürckel-Aktion zusammen mit seiner Schwester ins Lager Camp de Gurs in Südfrankreich deportiert, wo er bis April 1941 interniert war. Auf Initiative Hans Reinharts und mit Unterstützung Carossas und der Sängerin Else Domberger, die als Kurier fungierte, wurde er schließlich in das Internierten-Sanatorium, die Maison de retraite in Idron-par-Pau verlegt, wo er bis zu seiner Ausreise ins Schweizer Exil verblieb und die noch im Frühjahr 1940 in Heidelberg begonnene und im Lager Gurs unter schwierigsten Bedingungen weitergeführte Arbeit am zweiten Teil von Sfaira der Alte fortsetzte.
Sein Schicksal deutete er sich, immer wieder eigene Verse zitierend, als schicksalhafte Wiederholung des in seinem Werk bereits Ausgesagten und Geschehenen. Sein Freund Hans Reinhart erreichte mit Unterstützung Hans Carossas und der Sängerin Else Domberger schließlich, dass der schwer Erkrankte zusammen mit seiner Schwester im Oktober 1941 in die Schweiz ausreisen durfte, wo er am 8. April 1942 in Winterthur in Reinharts Villa Kareol an den Folgen des Lageraufenthalts verstarb. Im Park der Villa fand er seine Ruhestätte, die mit einer durch Arthur Zweiniger gestalteten Porträtbüste ausgestattet wurde. Die Büste wurde nach dem Tode Hans Reinharts 1963 in der Eingangshalle der Badischen Landesbibliothek in Karlsruhe aufgestellt, da dort auch seine durch den Einsatz von Richard Benz gerettete Bibliothek aufbewahrt wird. Zuvor war es ihm noch vergönnt gewesen, den zweiten Teil von Sfaira der Alte zu vollenden und durch den Einsatz des Freundes als Gabe zum 70. Geburtstag im Druck zu sehen und ausgewählten Freunden, darunter Ida Dehmel, Widmungsexemplare zukommen zu lassen.
Momberts etwa 4600 Bände umfassende Büchersammlung befindet sich seit 1950 in der Badischen Landesbibliothek in Karlsruhe. Bedeutende Teile des Nachlasses liegen weiterhin als Kriegsbeute im Staatsarchiv Moskau.

## Werk und Rezeption

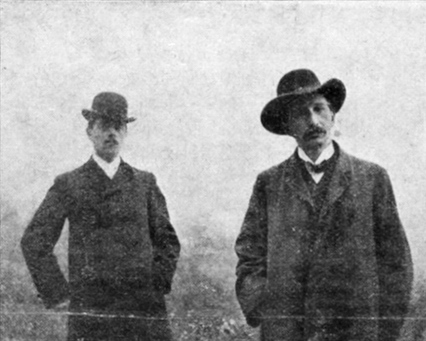
Alfred Mombert mit Emanuel Lešehrad während seines Besuchs in Prag, 1906

Mombert steht mit seinem Selbstverständnis als visionärer Dichter und spiritueller Seher in der Tradition Friedrich Hölderlins und Friedrich Nietzsches. Seine Lyrik hat bei allen Unterschieden mit der Stefan Georges und Rainer Maria Rilkes gemeinsam, dass sie mit der Tradition des Naturalismus bricht, dass sie trotz Bezügen zum Symbolismus und Frühexpressionismus keiner zeitgenössischen Richtung eindeutig zugewiesen werden kann und dass sie ihrem esoterischen Anspruch nach mit der auf intuitionistischer Schau beruhenden dichterischen Gestaltung alles Wirkliche und alles erlebte Leben transzendiert. Dessen Bedeutung hingegen scheint sich lediglich darin zu erschöpfen, für die allein sinnstiftende und damit erst Wirklichkeit im eigentlichen Sinn schaffende Dichtung den Rohstoff zu liefern, es wird aber als solches nicht als werthaltig angesehen. Im Spätwerk des mit Theodor Däubler, Arno Holz, Otto zur Linde, Rudolf Pannwitz, Albert Verwey und Karl Wolfskehl zur Gruppe der Kosmiker zählenden Dichters dominieren mythisch-kosmologische Dramen, in denen sich ein zyklisches Geschichts-, Menschen- und Weltbild manifestiert.
Unter den Komponisten seiner Zeit galten die Dichtungen Momberts als besonders geeignete Textgrundlagen für Liedkompositionen. So vertonte Alban Berg ab 1908 Texte von ihm in seinen Liedern für Stimme und Klavier, opus 2. Weitere Vertonungen stammen unter zahlreichen weiteren von Conrad Ansorge, Hans Ebert, Grzegorz Fitelberg, Friedrich Klose, Armin Knab, Siegfried Kuhn, Joseph Marx, Alois Pachernegg, Albert Segebrecht, Otto Siegl, Karol Szymanowski, Ladislav Vycpálek, Herwarth Walden und Herbert Windt.
Nach dem Ende der NS-Diktatur bemühten sich vor allem die Freunde Richard Benz und Hans Carossa, das Gedenken an Mombert aufrechtzuerhalten und seinem Werk Leser zurückzugewinnen. Die Rede, die Benz anlässlich einer Gedenkfeier zum fünften Todestag des Dichters am 4. März in der Aula der Alten Universität Heidelberg gehalten hatte, erschien noch im selben Jahr im Druck. Doch war der Insel Verlag auch jetzt nicht bereit, das letzte Werk seines einstigen Autors, Sfaira der Alte, in einer Gesamtausgabe der beiden Teile zu publizieren. Lediglich die von Mombert noch selbst vorbereitete Auswahl aus seinem Werk, Der himmlische Zecher, erschien noch mit einem werbenden Vorspruch Hans Carossas auf dem Umschlag 1951 im Inselverlag. Die Aufgabe einer Gesamtausgabe von Sfaira der Alte übernahm dann 1958 der Heidelberger Verlag Lambert Schneider. Ähnlich wie bei anderen Schriftstellern und Künstlern der „Verlorenen Generation“, vermochten weder die 1963 im Köselverlag erschienene dreibändige kritische Edition des Gesamtwerks durch Elisabeth [Höpker-]Herberg noch die verschiedenen Briefeditionen oder der profunde Ausstellungskatalog von Ulrich Weber von 1967 zu verhindern, dass Mombert und sein aus der Zeit gefallenes dichterisches Werk mehr und mehr in Vergessenheit gerieten und die Pflege der Erinnerung allenfalls auf lokaler oder regionaler Ebene, etwa in Heidelberg und Karlsruhe, noch stattfand, wo Gedenktafeln, Stolpersteine und 1993 eine weitere Ausstellung dem Vergessen entgegenzuwirken suchten. 1992 erschien noch die von Höpker-Herberg und Albert von Schirnding zusammengestellte Auswahl Hundert Gedichte vom himmlischen Zecher im Verlag Langewiesche-Brandt, herausgegeben von der Badischen Bibliotheksgesellschaft. Der einst von Kennern als einer der bedeutendsten lebenden Dichter deutscher Sprache Gefeierte, welcher selbst gehofft hatte, in ferner Zukunft verständigere Leser als in der eigenen Zeit zu finden, spielt seit der Zäsur von 1933 bis 1945 allenfalls noch als Größe von regionaler Bedeutung eine bescheidene Rolle in der Erinnerungskultur.

## Werke (Auswahl)

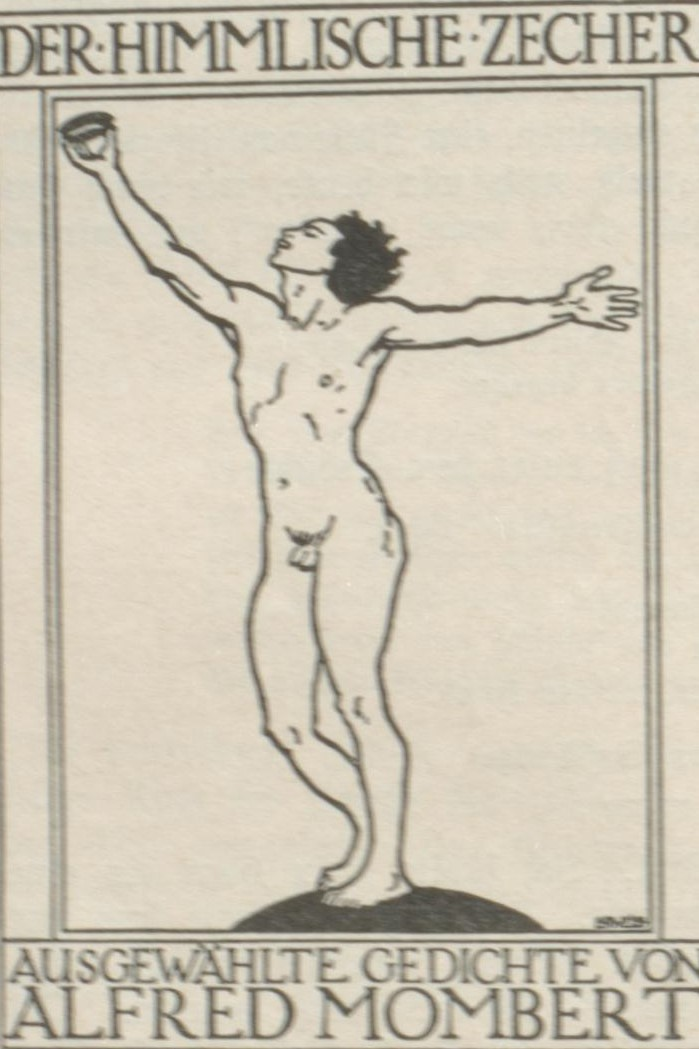
Emil Rudolf Weiß Titel zu Der himmlische Zecher

- Tag und Nacht. Gedichte. J. Hörnig, Heidelberg 1894.
- Der Glühende. Ein Gedichtwerk, Wilhelm Friedrich, Leipzig 1896.
- Die Schöpfung. Wilhelm Friedrich, Leipzig 1897.
- Der Denker. J. C. C. Bruns, Minden in Westfalen 1901.
- Das Eis. Eine Lebensgeschichte. In: Der Buntscheck. Ein Sammelbuch herzhafter Kunst für Ohr und Auge deutscher Kinder, herausgegeben von Richard Dehmel, Köln 1904, S. 28f.
- Der Sonne Geist. Schuster & Löffler, Berlin 1905.
- Die Blüte des Chaos. J. C. C. Bruns, Minden in Westfalen 1905.
- Der himmlische Zecher. Ausgewählte Gedichte. Schuster & Löffler, Berlin 1909.
- Aeon. Dramatische Trilogie. Drama: I. Aeon der Weltgesuchte. Schuster & Löffler, Berlin 1907 II: Aeon zwischen den Frauen. Schuster & Löffler, Berlin 1910 III. Aeon vor Syrakus. Drama. Schuster & Löffler, Berlin 1911.
- Musik der Welt aus meinem Werk. Insel-Verlag, Leipzig [1915].
- Geschichte meines Lebens. In: Friedrich Kurt Benndorf: Betrachtungen. Erste Folge. Der Aeon-Mythos von Mombert. Mit einer Beilage: Mombert: Geschichte meines Lebens. Dresden, Giesecke, 1917.
- Der Held der Erde. Insel-Verlag, Leipzig 1919.
- Atair. Gedicht-Werk. Insel-Verlag, Leipzig 1925.
- Der Thron der Zeit. Walter Hädecke, Stuttgart 1925.
- Incipit creatio. In: Die literarische Welt 14/15, 1928.
- Lebensfragmente. In: Preußische Akademie der Künste. Jahrbuch der Sektion für Dichtkunst 1929, Berlin 1929, S. 82–84.
- Aiglas Herabkunft. Drama Insel-Verlag, Leipzig 1929.
- Rudolf Pannwitz. In: Rudolf Pannwitz fünfzig Jahre. Carl, München Feldafing 1931, S. 48f.
- Aiglas Tempel. Drama Insel-Verlag, Leipzig 1931.
- Die erste Erinnerung an den Rhein. In: Friedrich Kurt Benndorf: Mombert. Geist und Werk. Wolfgang Jess Verlag, Dresden, 1932, S. 274, Note 2.
- Sfaira, der Alte. Mythos. Salmann Schocken, Berlin 1936.
- Sfaira, der Alte. Mythos. Zweiter Teil Privatdruck (Hans Reinhart), Winterthur 1942.
- Der Drachen-Leuchter. In: Elisabeth Herberg (Ed.), Alfred Mombert. Dichtungen, Bd. 1–3. Kösel, München, 1963, hier Bd. 2, S. 602f.

## Postume Ehrungen
Im Heidelberger Stadtteil Emmertsgrund sind die Mombertstraße und der angrenzende Mombertplatz nach dem Schriftsteller Alfred Mombert benannt. Im Innenhof der Wohnanlage Mombertplatz hängt auch eine Gedenktafel an den Namensgeber. Eine weitere Gedenktafel befindet sich am Haus Klingenteich, heute Klingenteichstraße 6, in dem Mombert von November 1922 bis zu seiner Deportation am 22. Oktober 1940 lebte. Am Geburtshaus in der Kaiserstraße 182 in Karlsruhe, befindet sich ebenfalls eine Gedenktafel.
Gedenktafel Alfred Mombert Klingenteichstraße 6 in Heidelberg

Foto: Kulturamt Heidelberg

Link zum Bild

(Bitte Urheberrechte beachten)

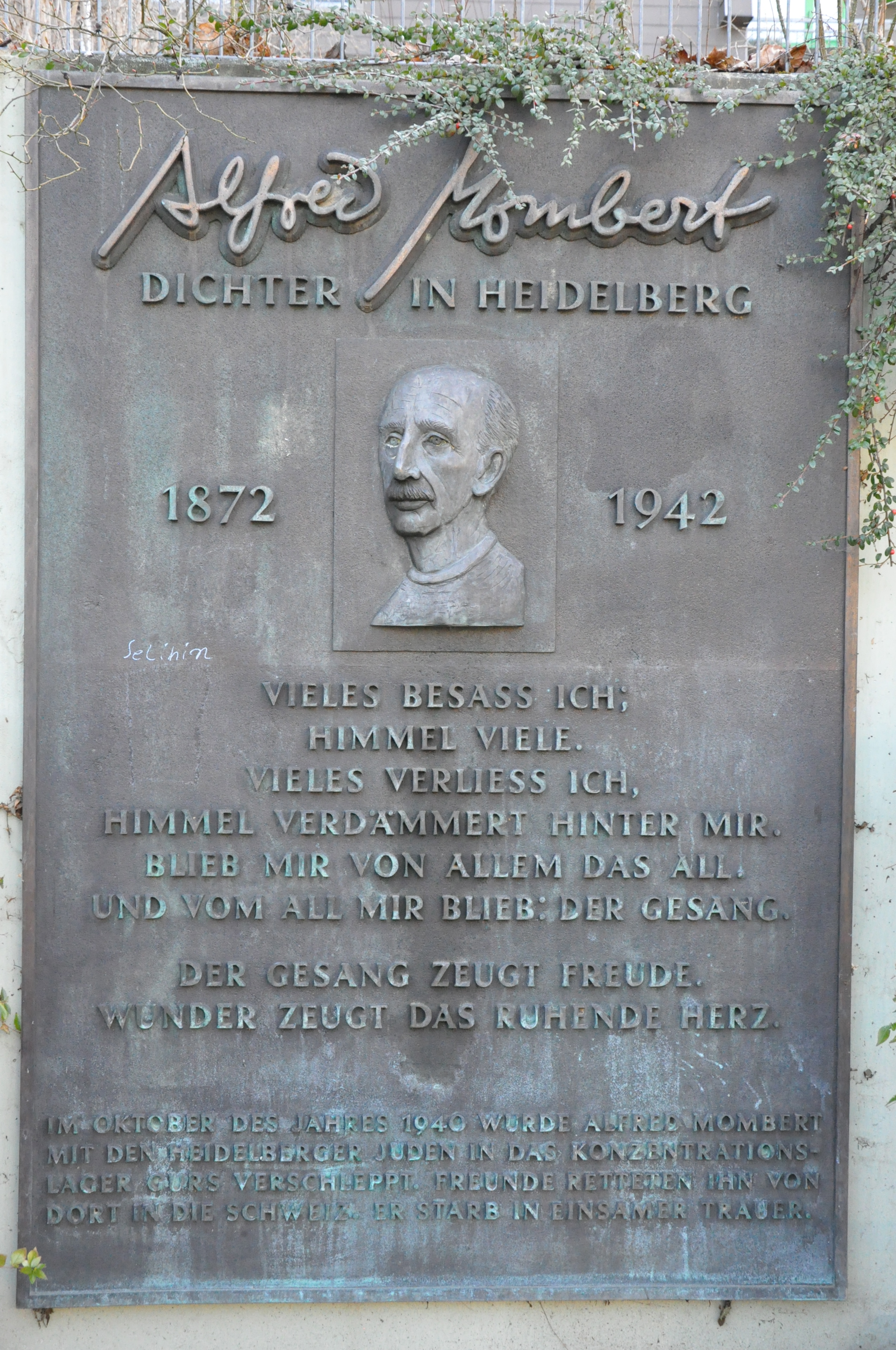
Gedenktafel für Alfred Mombert im Mombertplatz Heidelberg
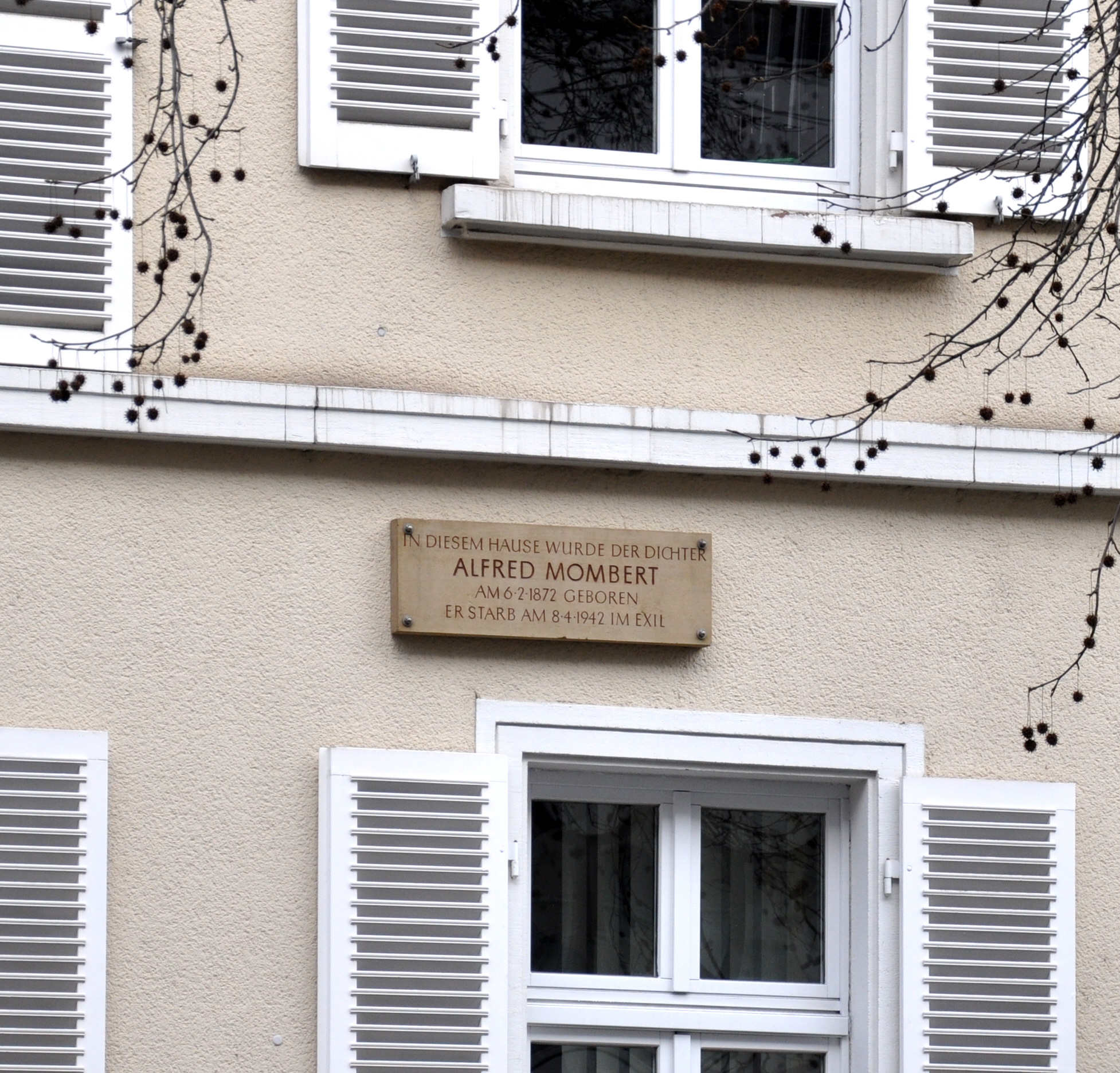
Karlsruhe Kaiserstraße 182 Geburtshaus Alfred Mombert

Vor dem Haus wurden Stolpersteine für Mombert und seine Schwester Ella Gutmann, geb. Mombert, eingesetzt.

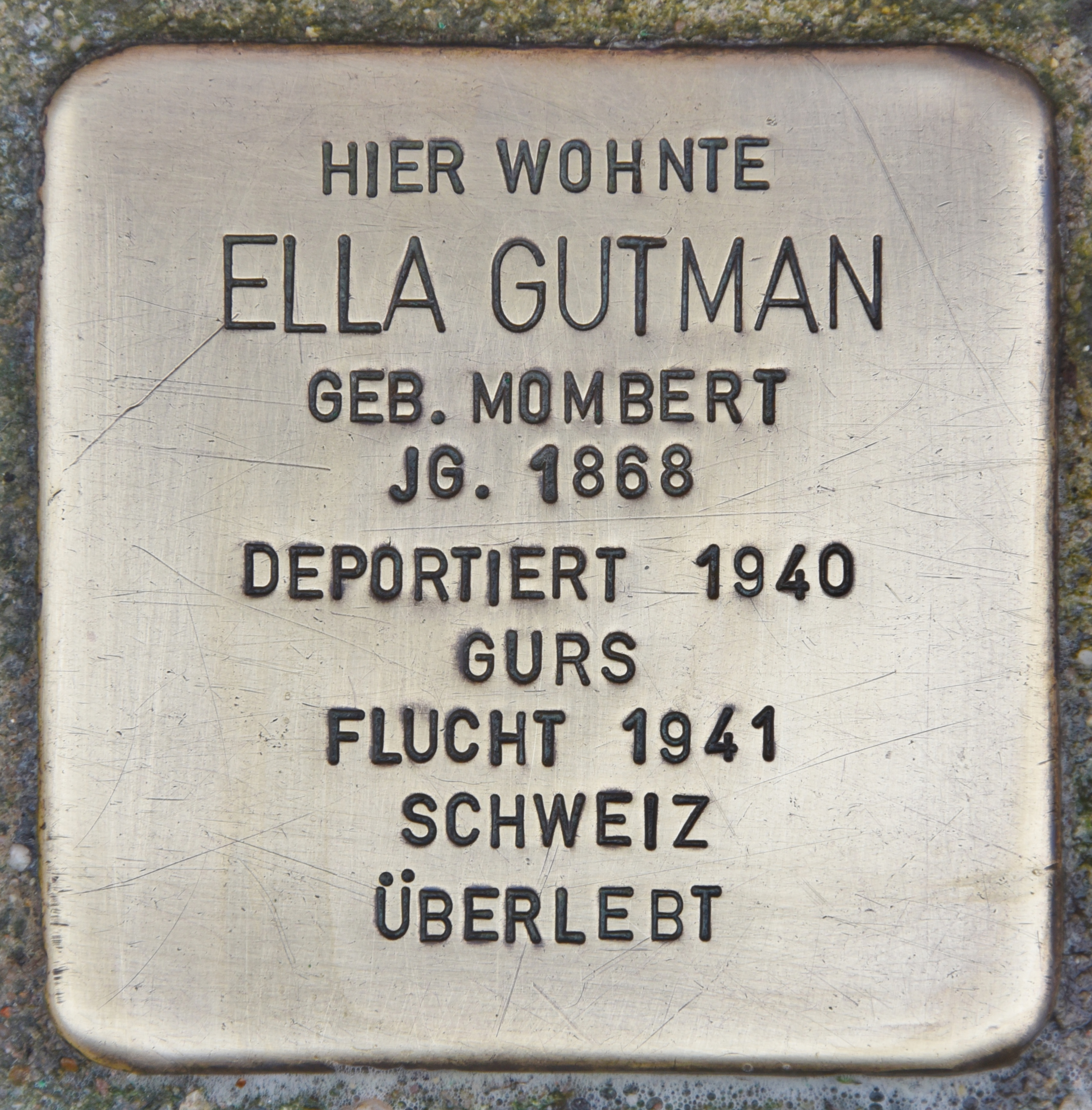
Stolperstein für Ella Gutman (Heidelberg)
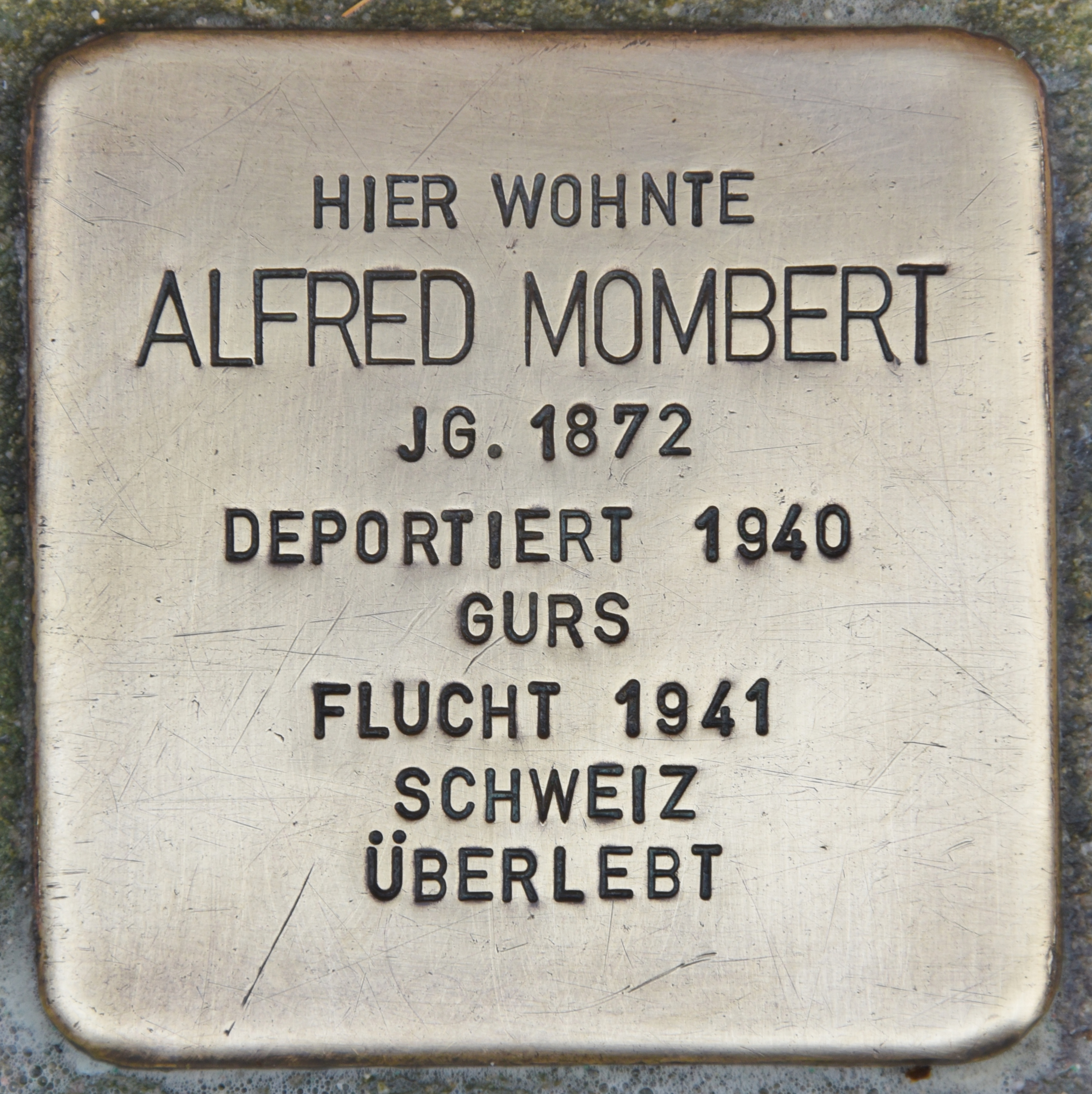
Stolperstein für Alfred Mombert (Heidelberg)

In Karlsruhe gibt es eine Mombertstraße in der Oststadt.
In der Stadthalle Karlsruhe existiert ein Alfred-Mombert-Saal im Untergeschoss.

### Ausgaben und Briefeditionen
- Elisabeth Herberg (Ed.): Alfred Mombert. Dichtungen, Bd. 1–3. Kösel, München, 1963
- Paul Kersten (ed.): Alfred Mombert. Briefe an Friedrich Kurt Benndorf aus d. Jahren 1900 – 1940. [Mit einer Einleitung „Alfred Mombert“ von Hans Wolffheim und einem Nachwort von Elsbeth Wolffheim]. Schneider, Heidelberg 1975
- Benjamin J. Morse (Ed.): Alfred Mombert. Briefe an Vasanta 1922 – 1937. Schneider, Heidelberg 1965
- Hans Wolffheim (Ed.): Alfred Mombert. Briefe an Richard und Ida Dehmel. Steiner, Wiesbaden 1956
- Benjamin J. Morse (Ed.): Alfred Mombert. Briefe 1893 – 1942. Schneider, Heidelberg Darmstadt 1961
- Briefe an Alfred Mombert aus den Jahren 1896–1940. Herausgegeben und kommentiert von Marek Fiałek. Berlin 2010, ISBN 978-3-86573-582-9

### Sekundärliteratur
- Hans Reinhart: Alfred Mombert. Der Denker. Eine Studie. J. Hegner, Leipzig 1903.
- Friedrich Kurt Benndorf: Alfred Mombert – der Dichter und Mystiker. Xenien, Leipzig 1910.
- Friedrich Kurt Benndorf: Der Aeon-Mythos von Mombert. Mit einer Beilage: Mombert: Geschichte meines Lebens. Dresden, Giesecke, 1917.
- Friedrich Kurt Benndorf: Mombert. Geist und Werk. Wolfgang Jess Verlag, Dresden, 1932.
- Richard Benz: Der Dichter Alfred Mombert. Gedenkrede zum fünften Todestag des Dichters gehalten in Heidelberg.  Pfeffer, Heidelberg 1947.
- Alfred Behrmann: Das Werk Alfred Momberts im Spiegel seiner Deuter und Kritiker, Maschinenschr. Berlin, FU, Philosophische Fakultät, Diss. v. 9. Jan. 1956, III, 89 S.
- Ulrich Weber, Alfred Mombert. Ausstellung zum 25. Todestag. 10. April bis 8. Juli 1967 [Badische Landesbibliothek]. C.F. Müller, Karlsruhe 1967
- Joachim Metzner: Persönlichkeitszerstörung und Weltuntergang: Das Verhältnis von Wahnbildung und literarischer Imagination. De Gruyter, Berlin u. a. 1976 ISBN 978-3-11-093271-3
- Ulrich Weber: Mombert, Alfred. In: Badische Biographien. Neue Folge 1. Kohlhammer, Stuttgart 1982, ISBN 3-17-007118-1, S. 213–215 (online)
- Elisabeth Veit: Fiktion und Realität in der Lyrik. Literarische Weltmodelle zwischen 1890 und 1918 in der Dichtung Max Dauthendeys, Richard Dehmels und Alfred Momberts. Univ. Diss. Selbstverlag,  München 1987.
- Susanne Himmelheber(Hrsg.): Alfred Mombert (1872 – 1942). Eine Ausstellung des Deutsch-Amerikanischen Instituts in Zusammenarbeit mit der Stadt Heidelberg, Alte Universität Heidelberg vom 27. Juni bis 31. Juli 1993. Wunderhorn, Heidelberg 1993, ISBN 3-88423-086-7
- Elisabeth Höpker-Herberg: Mombert, Alfred. In: Neue Deutsche Biographie (NDB). Band 18, Duncker & Humblot, Berlin 1997, ISBN 3-428-00199-0, S. 22 f. (Digitalisat).
- Furness, Raymond: Zarathustra’s children. A Study of a Lost Generation of German Writers. Camden House, Rochester, NY, 2000, ISBN 1-57113-057-8, S. 49–74
- Marek Fialek: Dehmel, Przybyszewski, Mombert. Drei Vergessene der deutschen Literatur. Mit bisher unveröffentlichten Dokumenten aus dem Moskauer Staatsarchiv. Berlin 2009, ISBN 978-3-86573-448-8.
- Mombert, Alfred. In: Lexikon deutsch-jüdischer Autoren. Band 17: Meid–Phil. Hrsg. vom Archiv Bibliographia Judaica. De Gruyter, Berlin u. a. 2009, ISBN 978-3-598-22697-7. (mit ausführlicher Bibliographie)
- Marek Fialek: Ein Kosmiker in Heidelberg. Alfred Mombert. Mit bisher unveröffentlichten Texten aus dem Staatsarchiv Moskau. In: Heidelberg. Jahrbuch zur Geschichte der Stadt, herausgegeben vom Heidelberger Geschichtsverein 13, 2009, S. 165–171
- Marek Fialek: Alfred Mombert und die Musik der Welt. Mit zahlreichen Dokumenten aus dem Staatsarchiv Moskau. Berlin 2010, ISBN 978-3-86573-541-6.
- Hanna Delf von Wolfzogen: Mombert, Alfred. In: Andreas B. Kilcher (Hrsg.): Metzler Lexikon der deutsch-jüdischen Literatur. Jüdische Autorinnen und Autoren deutscher Sprache von der Aufklärung bis zur Gegenwart. 2., akt. und erw. Auflage. Metzler, Stuttgart 2012, ISBN 978-3-476-02457-2, S. 375f.
- Holger Gehle: NS-Zeit und literarische Gegenwart bei Ingeborg Bachmann. Springer, Berlin 2013, ISBN 978-3-322-85179-6, S. 118–128
- Gabriela Wacker: Poetik des Prophetischen: Zum visionären Kunstverständnis in der Klassischen Moderne. de Gruyter, Berlin 2013, ISBN 978-3-11-029862-8
- Gereon Becht-Jördens: Ein unbekanntes Kondolenzschreiben Hans Carossas an Ida Dehmel zum Tode des im Schweizer Exil verstorbenen jüdisch-deutschen Dichters aus Heidelberg Alfred Mombert. In: Mannheimer Geschichtsblätter, 33, 2017 (Grit Arnscheidt zu ihrem 80. Geburtstag) ISBN 978-3-95505-055-9, S. 41–46
- Daniel Hoffmann: Religiöse Turbulenzen. Essays zur literarischen Darstellung des Religiösen im 20. Jahrhundert. Königshausen & Neumann, Würzburg 2019 (darin ein Essay über Mombert)
- Hermann-Peter Eberlein: Alfred Mombert – ein vergessener Dichter. In: Das Blättchen. Zweiwochenschrift für Politik, Kunst und Wirtschaft 25 (2022), Nr. 3, S. 20–22.
- Gereon Becht-Jördens: Trost im gemeinsamen Gedenken an den Heidelberger Freund Alfred Mombert. Drei unbekannte Briefe Hans Carossas an die Konzertsängerin Gertrud Full. Dabei: ein unedierter Brief Carossas an den jüdisch-deutschen Dichter. In: Wilhelm Kühlmann, Wilhelm Kreutz (Hrsg.): Literatur in ihren kulturellen Räumen. Festschrift Für Hermann Wiegand zum 70. Geburtstag. Mattes, Heidelberg 2021, ISBN 978-3-86809-177-9, S. 485–514.